# Malpaís de Las Manchas y cueva de Las Palomas
Malpaís de Las Manchas y cueva de Las Palomas este o arie protejată (arie specială de conservare — SAC, sit de importanță comunitară — SCI) din Spania întinsă pe o suprafață de 45,19 ha, integral pe uscat.

## Localizare
Centrul sitului Malpaís de Las Manchas y cueva de Las Palomas este situat la coordonatele 28°36′09″N 17°53′33″W / 28.6024°N 17.8925°V.

## Înființare
Situl Malpaís de Las Manchas y cueva de Las Palomas a fost declarat sit de importanță comunitară în octombrie 1999 pentru a proteja un număr necunoscut de specii din flora spontană și fauna sălbatică aflate în arealul zonei. Situl a fost protejat și ca arie specială de conservare în ianuarie 2010.

## Biodiversitate
Situată în ecoregiunea , aria protejată conține 1 habitat natural: Câmpuri de lavă și excavații naturale.
La baza desemnării sitului se află un număr nedeclarat de specii protejate.